# Гоуска, Давид
Дави́д Го́уска (чеш. David Houska; родился 29 июня 1993 года Чехия) — чешский футболист, полузащитник клуба «Яблонец».

## Клубная карьера
Гоуска — воспитанник клуба «Сигма». 24 февраля 2013 года в матче против пражской «Славии» он дебютировал в Гамбринус лиге. 26 октября в поединке против «Словацко» Давид забил свой первый гол за «Сигму».

## Международная карьера
В 2015 году в составе молодёжной сборной Чехии Гоуска принял участие в домашнем молодёжном чемпионате Европы. На турнире он был запасным и на поле не вышел.